# Teatre a Andorra
El Teatre a Andorra inclou la història de les arts escèniques al Principat, així com els teatres i les companyies teatrals.

## Història

### Representacions tradicionals
Ja al segle xix es constata que existia un teatre popular en català a Andorra, el qual estava lligat a les festes de Nadal, Carnaval, Pasqua i a les festes majors. Aquest teatre continua a començaments del segle XX i una gran part es manté viu o s'ha recuperat en l'actualitat.
Així, Diumenge de Carnestoltes es representava la farsa d’Els contrabandistes i Dilluns de Carnaval El Ball de l’ossa a la parròquia d’Encamp. En el cas de la representació Operació del Carnestoltes el Dimarts de Carnaval, aquesta farsa neix cap a l’any 1970 del segle XX per entrar a formar part del trinomi de farses que formen el Carnaval encampadà. Les representacions del Carnaval d’Encamp es continuen representant en l’actualitat.
A Canillo, Dilluns de Carnestoltes es representava també la farsa d’Els contrabandistes i Dimarts de Carnaval tenia lloc L’ossa de Canillo i d'Ordino. Dilluns de Carnaval es feia El judici dels contrabandistes, també recuperat el 2017.
El Dimecres de Cendra es representava El Tralarí i la Marieta, que a Canillo reben el nom d’En Garibaldi i la Florentina, i on no es realitzava aquesta representació es feia La mort i enterrament del Carnestoltes.
D’altra banda, a la Cortinada, Llorts, Canillo i la Massana, el Diumenge de Carnestoltes, quan els fidels sortien de missa, es representaven Els dallaires. A Sant Julià i a Santa Coloma, el mateix dia, es representaven Els segadors. En aquestes dues peces es tracta un tema de la forma de vida dels andorrans de l’època, la sega d’un camp.
Cal assenyalar que Andorra, juntament amb França, ha realitzat una candidatura a la UNESCO de les Festes de l'os dels Pirineus perquè siguin avaluades i inscrites a la llista representativa del Patrimoni Cultural Immaterial.
Per Nadal es representaven Els Pastorets, que continuen representant-se cada any a la parròquia de Sant Julià. La farsa de L’ossa es representava a algunes parròquies i poblacions d’Andorra, com Canillo, Andorra la Vella, Escaldes, La Cortinada i Ordino, que la celebraven el dia de Sant Esteve o el dia de la Candelera. Pel que fa a Sispony, el Dilluns de Carnestoltes, es representaven conjuntament La caça de l‘ossa i el Ball de l’os. A Ordino, aquesta farsa es va recuperar l’any 2017 i ara es representa la primera setmana del desembre sota el títol de L’última ossa d’Ordino.
Per Pasqua, al teatre d’Ordino es representava La passió de Jesucrist.
Pel que fa a La guerra entre moros i catalans, es representava el darrer diumenge de juliol durant les festes de Sant Julià de Lòria. Aquesta pantomima es va deixar d’escenificar als anys quaranta. L'eminent folklorista Joan Amades la descriu al Costumari Català.
La representació del drama Les escoles laiques va provocar polèmica a Andorra. Es tracta d’una obra de propaganda de les escoles catòliques contra les escoles atees i els errors que cometien que va fer esclatar un conflicte entre el veguer episcopal i el francès, ja que dirigia un atac contra l'ensenyament laic que s'havia instaurat al Principat arran de l'arribada de les escoles franceses. Així, després de diverses gestions, les queixes del veguer van fer que el síndic general anul·lés temporalment la representació davant del perill que provoqués una alteració de l’ordre públic. Finalment l’obra es va representar el diumenge dia 10 de novembre del 1935, amb el títol Els fruits d’una mala educació. Aquesta nova versió, amb un canvi de títol i la supressió d’alguns dels fragments més violents contra l'ensenyament laic, va solucionar el conflicte.

### Representacions no tradicionals
La primera constància que tenim de representacions no tradicionals és el 1930 amb Don Gonçalo o l’orgull del gec d'Albert de Sicília i la comèdia Mala nit, de Josep M. Pous.
La primera obra teatral escrita per un andorrà fou En terres d’Andorra (1934), de Jacint Marticella Pobla. D'origen andorrà, els seus pares van emigrar a Barcelona on, amb altres andorrans, van crear el Casal Andorrà de Barcelona, l’Elenc Escènic del qual va representar l’obra. Aquesta peça es va estrenar a Andorra el 20 de maig del 1934 i va ser representada de nou l'endemà, en tots dos casos, al Casino de les Escaldes. Es tracta d'una comèdia de costums andorrans ambientada en una època ja passada que conté temes propis d'Andorra, com, per exemple, el de la dura i perillosa vida dels contrabandistes, la fe i el fervor religiós que sentien els andorrans d'aquella època per la Mare de Déu de Meritxell, patrona d'Andorra, i la Mare de Déu de Canòlic o el típic costum dels andorrans de sortir a caçar isards.
Una altra obra de temàtica andorrana representada l’any 1968 va ser L'ermità de Meritxell, escrita pel pare Ambròs Caralt i Joan Puig i Salarich, ambdós autors amateurs residents a Andorra. Aquesta obra va ser representada l’any 1968 per l’Agrupació Teatral Casal del Centre.
Un gran grup de les obres teatrals representades a Andorra en la segona meitat de segle xx van ser muntatges escènics d'Esteve Albert i Corp:
- La Consueta de Sant Jordi, representada el 1967 a la parròquia d’Encamp.[1]

- De Nativitate Christi és una adaptació d’un fragment de l’obra Vita Christi escrita per Isabel de Villena al segle XV. A Andorra va ser representada el desembre de 1963, amb el títol l’Oratori del Naixement, pel Grup Artístic Pirene.[1]

- El misteri del Canigó és un muntatge escènic basat en el poema Canigó, de Jacint Verdaguer. Va ser representat a Andorra l’any 1960.[1]

- En el cas del Pessebre vivent d’Engordany, el seu primer muntatge escenificat va tenir lloc al poble d’Engordany el 31 de desembre del 1955. El Pessebre es va escenificar durant set anys consecutius, aproximadament des del 13 de desembre dia de Santa Llúcia fins al 2 de febrer dia de la Candelera, amb diverses funcions per dia i va tenir un gran èxit de públic no només andorrà sinó també procedent de Catalunya.[1]

- La llegenda de sant Jordi es va representar a Andorra l’any 1959.[1]

- Pirene va ser representada a Andorra el 1956, juntament amb L’annonce faite à Marie, dins del marc del cicle Teatre de la Natura, promogut pel mateix Esteve Albert i Corp. L’obra és una oda a la terra andorrana i no hi falten topònims —com els Cortals d’Encamp— i personatges típics de la cultura pirinenca.[1]

- El ball de l’os medieval va ser representat juntament amb Les pubilles d’Andorra per primer cop l’any 1982, durant el Festival Encamp 82, els dies 29, 30 i 31 de juliol, a la plaça de les Escoles, pel Grup Artístic les Bons d’Encamp. També es va representar una altra vegada El ball de l’os medieval el mateix any i tres vegades consecutives més pels alumnes de les escoles d’Encamp. La intenció de l’autor i historiador era mostrar que l’ós sempre ha estat el tòtem dels pobles pirinencs des de l'edat del ferro.[1]

- El Pessebre vivent d’Encamp representat l’any 1981 en plena naturalesa, a partir de l’any 1982 també va ser representat pels alumnes a les escoles d’Encamp. Pel que fa al Pessebre vivent de Canillo representat a Meritxell no se sap la data de representació.[1]

- L’obra Les Goges del Canigó va ser estrenada a Meritxell l’any 1983 i representada, una altra vegada, el 30 d’octubre de 1983, al saló del Comú d’Andorra la Vella, pel Grup Artístic Pirene, amb motiu dels actes commemoratius de l'estada de Mossèn Cinto Verdaguer a les valls d’Andorra.[1]

Actualment hi ha dues temporades teatrals, una promoguda per l’ENA i una altra que promocionen les parròquies d’Andorra la Vella i Sant Julià de Lòria.
També l’any 2001, a la parròquia d’Andorra la Vella, Tortell Poltrona i Pepa Plana van fundar El Festival Internacional de Pallasses, que té com a objectiu augmentar la presència femenina dins d’aquest àmbit al panorama escènic internacional. Es tractava del primer esdeveniment únic al món amb aquestes característiques que després va provocar l’aparició de molts altres similars. La programació d’aquest Festival té lloc dins de dos escenaris diferents: el teatre comunal d’Andorra la Vella i La Fada Ignorant.

## Teatres
A la dècada del 2020 al Principat hi ha dos espais coneguts específicament com a teatres: el Teatre Comunal d'Andorra la Vella i el Teatre de les Fontetes de la Massana. Després hi ha la sala de teatre de la Valireta, al Centre Cultural de la Valireta, a Encamp.
La resta dels espais destinats a la representació teatral són tots polivalents. A la Massana es fan representacions a la Biblioteca Comunal i, a Encamp, a la sala de festes. En el cas de Canillo, les representacions teatrals es fan a la sala d’actes del Palau del Gel.
A la parròquia d’Andorra la Vella, a banda del teatre esmentat, es fan representacions a la sala d’actes de la Llacuna i al Centre de Congressos. A la parròquia de Sant Julià hi ha l’Auditori Claror, al Centre Cultural i de Congressos Lauredià i, finalment, a Escaldes-Engordany trobem, d’una banda, la Sala del Comú d’Escaldes i, de l’altra, la sala del Prat del Roure.

## Companyies
El 2021 Andorra tenia set companyies teatrals professionals i un grup amateur:
- La companyia Somhiteatre, creada el 1991 pel Comú d’Andorra la Vella sota la direcció de l’actor Pere Tomàs.[1]
- La companyia An-danda-ra, que va néixer l'estiu de 2002 a Andorra la Vella i que ha escenificat obres com Bruixes (març 2015), que és una peça que presenta algunes de les llegendes més tradicionals d’Andorra.[1]
- Assaig.9 és una companyia que va sorgir de l’Aula de Teatre de la Massana l'any 2006, sota la direcció de Xavi Fernández, i es va consolidar com a grup independent el 2008.[1]
- La Companyia Carbassó es va formar l’any 2006.[1]
- La companyia Lapsus Teatre es constitueix l’agost del 2012 a la parròquia d’Encamp.[1]
- Cia Líquid Dansa va néixer amb una actuació a la fira d’art Broa.[1]
- La companyia És Grata va ser creada el maig del 1998.[1]
- En darrer lloc hi ha el Grup Estable de Joves de l’Aula de Teatre i Dansa d’Andorra la Vella, que funciona com a companyia amateur, però no està constituït com a associació, ja que està gestionat per l’aula d’arts escèniques del Comú.[1]
- A més, també cal parlar de l’Escena Nacional d'Andorra (ENA), una fundació formada pel Govern d’Andorra, el Comú de la Massana i la Fundació Crèdit Andorrà que té, entre d'altres objectius, donar suport i incentivar la producció i difusió d’espectacles escènics i musicals andorrans i incentivar l'escriptura de textos dramàtics lligats a Andorra.[1]

## Formació
Pel que fa a la formació teatral, hi ha l’Aula de Teatre i Dansa d’Andorra la Vella i les escoles de teatre Entreacte a Andorra la Vella i l’Animal a Escaldes-Engordany. De vegades algunes de les companyies també organitzen tallers teatrals.